# Григорьевское (Рязанская область)
Григо́рьевское — населённый пункт входящий в состав Кипчаковского сельского поселения Кораблинского района Рязанской области.

## Название
Рязанский краевед Сорокин А. Д. утверждал, что основателем деревни мог быть засечный сторож Мартын Григорьев, который в указанные годы имел в районе села Пехлеца землю дикого поля с льготой по уплате на семь лет.
Жители иногда называют деревню — Григорьевск.

## Географическое положение
Григорьевское находится в восточной части Кораблинского района, в 11 км к востоку от райцентра.
Ближайшие населённые пункты:

— деревня Жаркое в 1 км к западу по асфальтированной дороге;

— село Княжое в 3 км к юго-западу по асфальтированной дороге;

— деревня Красная Горка в 2 км к юго-западу по щебёнчатой дороге.

## История
Вблизи деревни археологи находили селища и стоянки бронзового века.
Точное время основания города неизвестно. Впервые Григорьевское упоминается в «Платёжной книге Пехлецкого стана 1594—1597 годов», составленной дьяком Третьяком Григорьевичем Вельяминовым.
В «Списках населенных мест Российской империи» за 1862 год деревня упоминается как Григорьевская при реке Рановой.
| 2010 |
| ---- |
| 37   |

## Инфраструктура
Дорожная сеть
В 800 м к юго-западу проходит автотрасса межмуниципального значения «Кораблино-Ухолово», от которой отходит асфальтированное ответвление до деревни.
Транспорт
Связь с райцентром осуществляется пригородными (№138 «Кораблино-Ключ»).

## Природа
В 1 километре к востоку от Григорьевского находится урочище Лисички. Оно находится на берегу реки Рановы, поэтому в летний период сюда съезжается много отдыхающих.
К юго-востоку от деревни, на склоне левого коренного берега реки Рановы, находится государственный природный заказник «Лесостепное урочище Княжое».